# التم سيريل

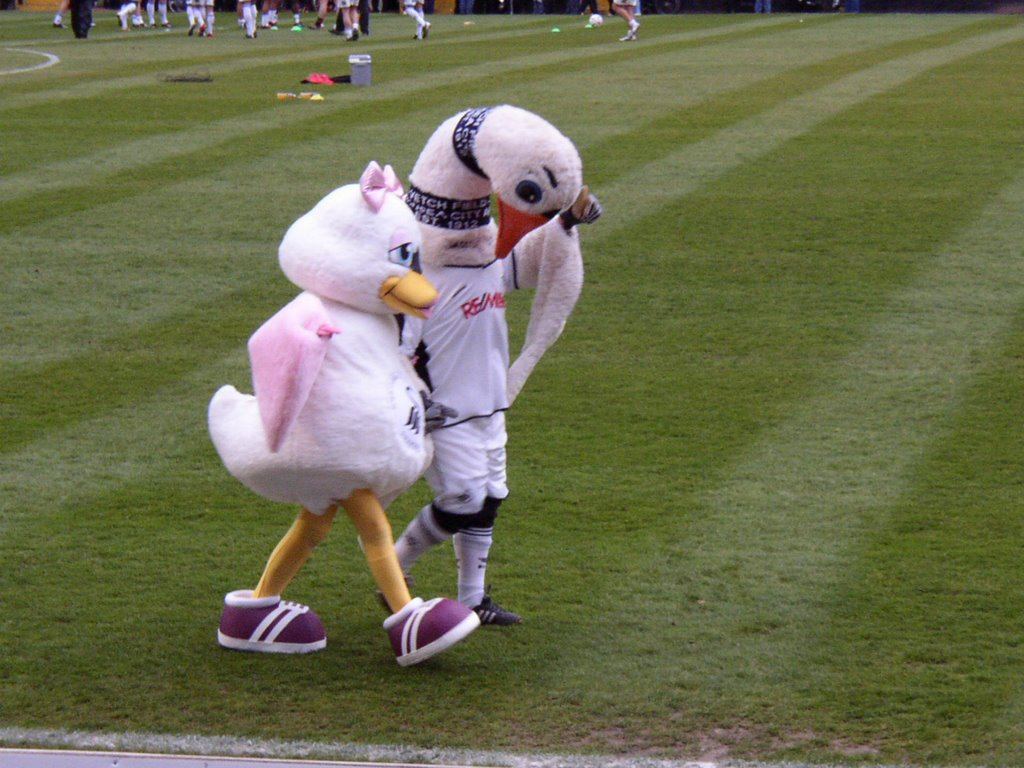
التم "سيريل" مع زوجته "سيبيل"

التم "سيريل" هو تم عملاق خيالي، وهو التميمة الرسمية لـ "سوان سيتي ايه. إف. سي".
صَوَّت لـ "سيريل" قرّاءُ مجلة مبارة اليوم التي تبثّ على إذاعة بي بي سي وفازت بلقب أفضل تميمة. لقد أوقعته تصرفاته الغريبة في مشاكل مع الشرطة في عدة مناسبات (خاصة بسبب القتال مع تمائم ومضيفين آخرين)، وقد اتُهم بجعل اللعبة سيئة السمعة. 
كان من أبرز أعماله الغريبة المزعجة إزالة رأس تميمة الأسد "ميلوال زامبا"، وإسقاطه على الأرض. في فيلم وثائقي تلفزيوني هولندي، عندما سئل عما قاله لـ"زامبا"، أجاب "لا تعبث مع البجع". تم تغريم التم 1000 جنيه إسترليني بسبب الحادث.
ظهر "سيريل" حيوانًا أليفًا لإمبراطور الصين، في التمثيل الإيمائي البريطاني لعلاء الدين. تمًا صامتًا، لا يجري مقابلات.

## فكرة التصميم
قام "أدريان نيلسون" من نادي التمائم بإنشاء التم "سيبيل" التي تزوجت "سيريل" في ملعب فيتش في 2 أبريل 2005، مما أدى إلى قيام نادي التمائم بإنتاج مجموعة من الدمى الناعمة والبضائع في الوقت المناسب للانتقال من فيتش إلى ملعب ليبرتي الجديد؛ ومنذ ذلك الحين، أصبحت مجموعة كاملة من البضائع الرياضية متاحة للبيع من خلال متجر سوانز.